# Дубина (заказник, Баришівський район)

«Дубина» — ботанічний заказник місцевого значення. Заказник розташований на території Баришівського району Київської області, Семенівська сільська рада.
Заказник створено для збереження та охорони в дубовому лісі рідкісних рослин — валеріани високої, пижма звичайного, буквиці лікарської, перстача білого.
Площа заказника — 4 га, створений у 1991 році.